# Haukelibanen
Haukelibanen ist ein projektiertes Eisenbahnnetzwerk zwischen Oslo, Skien, Bergen, Haugesund und Stavanger über Haukeli. Die Strecke ist Teil eines groß angelegten Hochgeschwindigkeitsnetzwerkes namens Haukelinettet, das neue Strecken in Vestfold zwischen Grenland und Kristiansand und zwischen Stavanger und Egersund sowie das Dovrenettet und Strecken in Richtung Göteborg und Stockholm enthält.

## Planungen
Die Aktiengesellschaft Norsk Bane AS und ihre Vorgängerunternehmen arbeiten seit 1991 an der Gestaltung der Haukelibane. Von Jernbaneverket sowie vom Staat gab es bis 2007 keine weiteren Pläne für neue Strecken in der Gegend. Die Pläne für die Haukelibane wurden zusammen mit der Deutschen Bahn 2008 erstellt.
Haukelibane ist eine Strecke für Güter- und Personenverkehr. Als Reisezeiten sind zwischen Bergen und Oslo 2:25 Stunden, zwischen Stavanger und Oslo 2:25 Stunden, zwischen Bergen und Stavanger 1:35 Stunden, zwischen Haugesund und Oslo 2:05 Stunden, zwischen Skien und Oslo eine Stunde und zwischen Kristiansand und Oslo 1:50 Stunden vorgesehen. Diese Fahrzeiten enthalten sieben bis acht Zwischenhalte, je nach Abfahrtszeit. Dabei handelt es sich um Stationen mit einer maximalen Entfernung von 35 km zueinander, die mit mindestens einer Abfahrt pro Stunde und Richtung bedient werden, darunter Odda, Sauda, Kårstø und Notodden.
Die Fahrzeiten für schwere Güterzüge zwischen Ost- und Westnorwegen werden auf etwa vier Stunden während des Tages geschätzt, mit kürzerer Fahrzeit in der Nacht. Jeder Güterzug sollte in der Lage sein, die Fracht von 80 LKW zu übernehmen. Pakete sollen mit den Reisezügen befördert werden.
Norsk Bane AS erwartet unter diesen Bedingungen eine Reduzierung des Luftverkehrs auf diesen relevanten Strecken von 62 % im dritten Betriebsjahr. Das entspräche 3,7 Millionen Reisenden bei einer Eröffnung 2015. Für den Flugverkehr würden Einnahmen in Höhe von 1,98 Mrd. Kronen entfallen, dies entspräche 44 % der gesamten Einnahmen in Höhe von 4,47 Milliarden Kronen im dritten Betriebsjahr. Die Frachteinnahmen würden voraussichtlich 1,53 Milliarden Kronen im dritten Betriebsjahr erreichen.
Der Zugbetrieb auf der Haukelibane und den angrenzenden Strecken wird voraussichtlich durch hohe Geschwindigkeiten und damit erhöhte Attraktivität für zeitsensible Kunden ein positives Betriebsergebnis sowohl im Güter- als auch im Personenverkehr erbringen. Die Gesamtbetriebskosten werden auf 2,94 Milliarden Kronen veranschlagt, während der Umsatz voraussichtlich 6,00 Mrd. Kronen erreichen wird. Für das Projekt wurde ein vorläufiges Budget von 53,3 Milliarden veranschlagt, ohne Mehrwertsteuer und Finanzierungskosten während der Bauzeit. Es gibt Pläne, parallele Infrastruktur zu integrieren, einschließlich einer Ferngasleitung, eine CO2-Rückführung, Lichtwellenleiter und überörtliche Elektrizitätsversorgung.
Nach einer 2007 durchgeführten Bewertung würde eine Bahnstrecke mit einer ähnlichen Ausrichtung wie Haukelibane allein 210 Milliarden Kronen kosten.

## Planungsforum
Zahlreiche Behörden und Organisationen beteiligen sich an den Vorplanungen zur Durchführung des Projekts. Nach einer Übergangsphase in Telemark, Hordaland und Rogaland waren Ende 2014 76 Mitglieder, davon 21 Kommunen und 55 Behörden im Lyntogforum Vestlandsbanen zusammengeschlossen.

## Kritiken
Kritiker des Projekts glauben, dass man bestehende Bahnstrecken zwischen Bergen und Oslo über Voss und Hallingdal und zwischen Stavanger und Oslo über Kristiansand ausbauen sollte. Naturschützer hatten darauf hingewiesen, dass für das Projekt eine neue Brücke über den Hardangerfjord errichtet werden müsste. Nach dem Bau der Hardangerbrua verlor dieses Argument an Gewicht.